# Arkadiusz Kasperkiewicz
Arkadiusz Kasperkiewicz (Łódź, 1994. szeptember 29. –) lengyel labdarúgó, a Stal Mielec hátvédje.

## Pályafutása
Kasperkiewicz a lengyelországi Łódź városában született. Az ifjúsági pályafutását a helyi Start Łódź csapatában kezdte, majd 2009-ben a MSP Szamotuły akadémiájánál folytatta.
2013-ban mutatkozott be a Widzew Łódź tartalék, majd 2014-ben az másodosztályban szereplő felnőtt keretében. 2015-ben az Olimpia Grudziądz, míg 2017-ben a Górnik Łęczna csapatához csatlakozott. 2018 júliusában a Raków Częstochowa szerződtette. Először a 2018. július 21-ei, Puszcza Niepołomice ellen 3–0-ra megnyert mérkőzésen lépett pályára. Első gólját 2018. július 27-én, a GKS Jastrzębie ellen 2–2-es döntetlennel zárult találkozón szerezte meg. 2020-ban az Arka Gdyniához igazolt.
2022. január 14-én másféléves szerződést kötött az első osztályban érdekelt Stal Mielec együttesével. 2022. február 5-én, a Górnik Zabrze ellen 2–1-re elvesztett bajnokin debütált. 2022. április 30-án, a Legia Warszawa ellen hazai pályán 2–1-re megnyert mérkőzésen megszerezte első gólját a klub színeiben.

## Statisztikák
2023. február 17. szerint
| Klub              | Szezon   | Osztály     | Bajnokság | Bajnokság | Kupa és Ligakupa | Kupa és Ligakupa | Nemzetközi | Nemzetközi | Összesen | Összesen |
| Klub              | Szezon   | Osztály     | Meccs     | Gól       | Meccs            | Gól              | Meccs      | Gól        | Meccs    | Gól      |
| ----------------- | -------- | ----------- | --------- | --------- | ---------------- | ---------------- | ---------- | ---------- | -------- | -------- |
| Widzew Łódź       | 2014–15  | I Liga      | 14        | 0         | 0                | 0                | —          | —          | 14       | 0        |
| Olimpia Grudziądz | 2015–16  | I Liga      | 8         | 0         | 0                | 0                | —          | —          | 8        | 0        |
| Olimpia Grudziądz | 2016–17  | I Liga      | 20        | 0         | 0                | 0                | —          | —          | 20       | 0        |
| Olimpia Grudziądz | Összesen | Összesen    | 28        | 0         | 0                | 0                | 0          | 0          | 28       | 0        |
| Górnik Łęczna     | 2017–18  | I Liga      | 27        | 1         | 0                | 0                | —          | —          | 27       | 1        |
| Raków Częstochowa | 2018–19  | I Liga      | 31        | 2         | 3                | 0                | —          | —          | 34       | 2        |
| Raków Częstochowa | 2019–20  | Ekstraklasa | 5         | 0         | 0                | 0                | —          | —          | 5        | 0        |
| Raków Częstochowa | Összesen | Összesen    | 36        | 2         | 3                | 0                | 0          | 0          | 39       | 2        |
| Arka Gdynia       | 2020–21  | I Liga      | 27        | 0         | 4                | 0                | —          | —          | 31       | 0        |
| Arka Gdynia       | 2021–22  | I Liga      | 18        | 0         | 2                | 0                | —          | —          | 20       | 0        |
| Arka Gdynia       | Összesen | Összesen    | 45        | 0         | 6                | 0                | 0          | 0          | 51       | 0        |
| Stal Mielec       | 2021–22  | Ekstraklasa | 13        | 1         | 0                | 0                | —          | —          | 13       | 1        |
| Stal Mielec       | 2022–23  | Ekstraklasa | 19        | 1         | 2                | 0                | —          | —          | 21       | 1        |
| Stal Mielec       | Összesen | Összesen    | 32        | 2         | 2                | 0                | 0          | 0          | 34       | 2        |
| Összesen          | Összesen | Összesen    | 182       | 5         | 11               | 0                | 0          | 0          | 193      | 5        |

## Sikerei, díjai
Raków Częstochowa
- I Liga
  - Győztes (1): 2018–19

Arka Gdynia
- Lengyel Kupa
  - Döntős (1): 2020–21